# Middelpuntvliedende kracht

Centrifugaalregelaar: als de twee metalen bollen uit elkaar bewegen sluiten ze de stoomtoevoer af

Middelpuntvliedende kracht, centrifugale kracht of centrifugaalkracht is een schijnkracht die wordt waargenomen door een zelf meebewegende waarnemer. Wanneer piloten bijvoorbeeld een looping maken, worden ze dieper in hun stoel gedrukt. Als we dit beschrijven in een assenstelsel dat met hen meebeweegt, lijkt er dus tijdens de looping een kracht te zijn in de richting van de onderkant van het vliegtuig. Die kracht wordt aangeduid met de term centrifugaalkracht. In een inertiaalstelsel (een niet versneld assenstelsel) maken lichamen alleen een cirkelbeweging als er een kracht op ze werkt naar het middelpunt toe, de middelpuntzoekende kracht.
De naam verwijst naar de richting waarin de schijnkracht lijkt te werken: middelpuntvliedend ('vlieden' = vluchten) en centrifugaal (Latijn: centrum = midden en fugere = vluchten). De schijnkracht wordt voorgesteld als een vector met een richting weg van het rotatiecentrum.

## Inleiding
Wanneer op een voorwerp geen kracht wordt uitgeoefend, beweegt dit voorwerp zich in een rechte lijn, volgens de eerste wet van Newton. Om een voorwerp een cirkelbeweging te laten maken, is een kracht nodig die gericht is naar het middelpunt van de draaiing: een middelpuntzoekende of centripetale kracht. In bijvoorbeeld een centrifuge oefent de wand van de centrifugetrommel die kracht uit op het wasgoed dat er in zit. Voor een stilstaande waarnemer (buiten de centrifuge) is die kracht voldoende om de bewegingen in de centrifuge te verklaren: het wasgoed draait door deze kracht rond, en de waterdruppels in het wasgoed vervolgen zoveel mogelijk hun rechtlijnige baan (volgens Newton), zodat ze de centrifuge uit bewegen.
Wanneer we, als waarnemers, echter zelf zouden meedraaien in de centrifuge, in een roterend assenstelsel, ervaren we dat de waterdruppels naar buiten bewegen. In het draaiende assenstelsel lijkt het dus alsof er op de waterdruppels een kracht wordt uitgeoefend die het water door de was heen naar buiten trekt. Deze kracht wordt aangeduid als centrifugaalkracht, en is dus alleen nodig in het ronddraaiende assenstelsel, om de beweging van voorwerpen naar buiten te verklaren. De grootte van de centrifugaalkracht (in het roterende stelsel) is gelijk aan die van de centripetaalkracht (in het stilstaande stelsel).

Een deeltje wordt weggeslingerd: links gezien door een waarnemer NAAST het wiel, rechts gezien door een meedraaiende waarnemer. De blauwe pijl is een schijnkracht en is links niet nodig

In het niet-roterende assenstelsel van een waarnemer buiten de centrifuge is die centrifugaalkracht er niet, vandaar dat die kracht een schijnkracht genoemd wordt: deze is alleen nodig als we in een roterend assenstelsel redeneren. Wanneer een stilstaande waarnemer zou beweren dat het water “door de centrifugaalkracht naar buiten geslingerd wordt”, verwart deze dus feitelijk twee perspectieven: die van de stilstaande en die van de roterende waarnemer.

## Berekening
De grootte van de centrifugaalkracht op een voorwerp in een roterend stelsel is gelijk aan die van de centripetaalkracht die in het stilstaande stelsel de cirkelbaan veroorzaakt:
{\displaystyle F_{\text{cf}}={\frac {mv^{2}}{r}}.}
waarin:
{\displaystyle F_{\text{cf}}}: centrifugale kracht (N)
{\displaystyle m}: massa van het voorwerp (kg)
{\displaystyle v}: snelheid van het voorwerp (m/s)
{\displaystyle r}: straal van de cirkelbaan (m)
Uitgedrukt in de hoeksnelheid {\displaystyle \omega =v/r} (in rad/s) wordt dit:
{\displaystyle F_{\text{cf}}=m\omega ^{2}r.}
Voor de hoeksnelheid geldt ook:
{\displaystyle \omega =2\pi f={\frac {2\pi }{T}},}
waarin:
{\displaystyle f}: aantal omwentelingen per tijdseenheid (s-1)
{\displaystyle T}: omwentelingstijd (s)

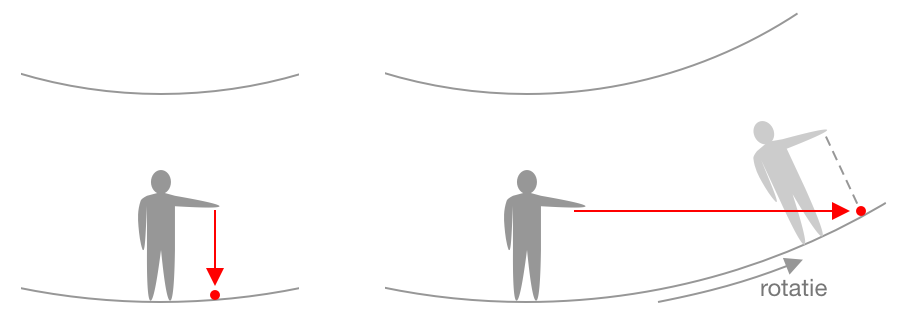
Kunstmatige zwaartekracht in een ronddraaiend ruimtestation in twee perspectieven: links dat van de meeroterende bewoner, rechts dat van een niet-meedraaiende waarnemer.

Een voorwerp waarop geen krachten worden uitgeoefend, krijgt in een roterend stelsel dus een versnelling {\displaystyle a} (in m/s2) gelijk aan:
{\displaystyle a={\frac {F_{\text{cf}}}{m}}={\frac {v^{2}}{r}}.}
Hiervan kan gebruik worden gemaakt om in een ruimtestation kunstmatige zwaartekracht op te wekken door het ruimtestation te laten roteren. Voor een fietsbandvormig ruimtestation met een straal van 50 m zou volgens bovenstaande formules één omwenteling per 35 seconden nodig zijn om een zwaartekrachtsversnelling na te bootsen gelijk aan die op de maan (1,62 m/s2).
Een bewoner van het ruimtestation die een voorwerp loslaat, ziet dit dan “vallen” zoals dat op de maan zou gebeuren. Een niet-meedraaiende waarnemer buiten het ruimtestation zou, als de wanden van het ruimtestation doorzichtig waren, het voorwerp na het loslaten echter in een rechte lijn zien bewegen (met de snelheid die het bij loslaten had) tot het de vloer van het ruimtestation bereikt (zie afbeelding).

## Natuurkundige omschrijving volgensNewton
Volgens de eerste wet van Newton blijft bij het ontbreken van een resulterende kracht op een voorwerp, dit voorwerp met dezelfde snelheid in een rechte lijn bewegen.
De tweede wet van Newton zegt dat als er een resulterende kracht op een voorwerp werkt, er een versnelling zal optreden. Als een voorwerp een bocht maakt, dan is er altijd sprake van een versnelling die haaks staat op de richting van de beweging. Anders gezegd: om een voorwerp een bocht te laten maken, is er een kracht nodig die het voorwerp naar het midden toe duwt of trekt. Als die kracht plotseling ophoudt, schiet het voorwerp 'uit de bocht' en volgt vanaf dat punt een rechte lijn.
Volgens de derde wet van Newton komen krachten steeds voor in paren tussen twee voorwerpen. Als voorwerp A een kracht uitoefent op voorwerp B, dan zal voorwerp B een even grote maar tegengestelde kracht uitoefenen op voorwerp A. Noemt men de kracht van A op B de actiekracht, dan is de kracht van B op A de reactiekracht. Wanneer men een middelpuntvliedende kracht invoert, dan is er geen tweede voorwerp dat die uitoefent. Het is geen kracht zoals Newton dat ziet en daarom noemt men het dikwijls een schijnkracht.
Een voorwerp beweegt in een cirkelvormig baan omdat er een (afbuigende) kracht op wordt uitgeoefend. Het is niet omdat een voorwerp in een cirkelvormig baan beweegt  dat er een (middelpuntvliedende) kracht ontstaat.
Bij een planeet die om een zon draait, speelt hetzelfde. Zonder afbuigende kracht zou de planeet rechtuit gaan. De zwaartekracht die de zon en de planeet op elkaar uitoefenen doet de planeet afbuigen. Omdat de planeet veel snelheid heeft, stort hij niet op de zon. De zwaartekracht zorgt voor de kromme baanbeweging. Hier is de zwaartekracht de afbuigende kracht. Wanneer heel precies gekeken wordt naar de situatie van één zon en één planeet, dan draait niet de planeet om de zon, maar draaien zij beide om hun gemeenschappelijke zwaartepunt. Omdat een zon in het algemeen veel groter is dan de planeet ligt dat gemeenschappelijke zwaartepunt vlak bij het zwaartepunt van de zon, vaak diep in die zon. Op het moment dat de zwaartekracht weg zou vallen (wat onmogelijk is), dan zouden beide hemellichamen vanaf dat moment bewegen in een rechte lijn volgens de richting en met de snelheid die ze op het moment van het wegvallen hadden.
Bij een persoon die een steen ronddraait aan een touw, zorgt de spankracht in het touw voor de benodigde afbuigende kracht.  De trekkracht in het touw zorgt voor de kromme baanbeweging van de steen. Tegelijkertijd wordt een tegengestelde kracht uitgeoefend op de persoon die het touw vasthoudt.

## Voorbeelden
- Kogelslingeraars draaien om hun as om een kogel aan een staalkabel met een zo hoog mogelijke snelheid in een cirkel rond te zwaaien. Zolang ze dit doen, oefenen ze op de kabel de middelpuntzoekende kracht uit die nodig is om de kogel de cirkelbeweging te laten maken. Vanaf het moment dat ze de kabel loslaten, lijkt het voor hen alsof de kogel zich door een middelpuntvliedende kracht van hen verwijdert. Voor de stilstaande toeschouwers gaat de kogel vanaf dat moment echter "gewoon rechtdoor", volgens de eerste wet van Newton.
- Een praktische toepassing van de massatraagheidkracht is de centrifugaalregelaar, die het toerental van een (stoom)machine regelt. Aan de buitenzijde van een as worden twee metalen bollen gemonteerd, die van deze as weg kunnen draaien, maar door veren naar de as worden gedrukt. Vanuit de draaiende as bekeken, lijkt een middelpuntvliedende kracht de bollen naar buiten te duwen. De bollen oefenen zo een kracht uit op stangen, die daardoor een kraan verder afsluiten om de stoom- of brandstoftoevoer te verminderen. Zie ook centrifugaalkoppeling.
- Het is mogelijk een emmer met water horizontaal of verticaal rond te draaien zonder dat het water uit de emmer loopt. Hier blijft het water juist in de emmer zitten door zijn traagheid, ook al is de stand van de emmer vrijwel horizontaal, of zelfs ondersteboven. Gezien vanuit de ronddraaiende emmer, lijkt het dat een middelpuntvliedende kracht het water naar de bodem van de emmer drukt.